# هيرمان جي. مانكيوز
هيرمان جي. مانكيوز (بالإنجليزية: Herman J. Mankiewicz)‏ (و. 1897 – 1953 م) هو كاتب سيناريو، ومنتج أفلام، وصحفي أمريكي، ولد في نيويورك، توفي في هوليوود، عن عمر يناهز 56 عاماً، بسبب قصور كلوي.

## التعليم
تعلم في جامعة كولومبيا.

## جوائز وترشيحات
حصل على جوائز منها:
جوائز
- جائزة الأوسكار لأفضل كتابة، عن عمل: المواطن كين

ترشيحات
- جائزة الأوسكار لأفضل كتابة، عن عمل: كبرياء اليانكيز

ترشح لـ:
- جائزة الأوسكار لأفضل كتابة "سيناريو أصلي"، عن عمل: المواطن كين
- جائزة الأوسكار لأفضل كتابة "سيناريو مقتبس"، عن عمل: كبرياء اليانكيز.

## وصلات خارجية
- هيرمان جي. مانكيوز على موقع IMDb (الإنجليزية)
- هيرمان جي. مانكيوز على موقع الموسوعة البريطانية (الإنجليزية)
- هيرمان جي. مانكيوز على موقع ألو سيني (الفرنسية)
- هيرمان جي. مانكيوز على موقع أول موفي (الإنجليزية)
- هيرمان جي. مانكيوز على موقع قاعدة بيانات برودواي على الإنترنت (الإنجليزية)
- هيرمان جي. مانكيوز على موقع قاعدة بيانات الأفلام السويدية (السويدية)
- هيرمان جي. مانكيوز على موقع قاعدة بيانات الفيلم (الإنجليزية)
- هيرمان جي. مانكيوز على موقع كينوبويسك (الروسية)